# 旭町 (北秋田市)
旭町（あさひちょう）は、秋田県北秋田市鷹巣地域にある地名。郵便番号は018-3313。住居表示実施済み。

## 地理
北秋田市の北部中央、鷹巣市街地の東に位置する。北側に鷹巣典礼会館・アメダス 鷹巣観測所があり、北秋田地域シルバー人材センター隣接地には墓地がある。南端を都市計画道路 農林高校中岱線が通る。
北は材木町、東は栄字中綱、南は宮前町、西は東横町に隣接する。

## 歴史

### 沿革
- 1981年（昭和56年）10月1日 - 住居表示実施[1]に伴い、鷹巣字東鷹巣の北東部、東塚岱、北鷹巣南東側の一部、南塚岱北部の区域[5]をもって旭町が設置される。

## 世帯数と人口
2020年（令和2年）10月1日現在の世帯数と人口は以下の通りである。
| 町丁 | 世帯数  | 人口  | 人口  | 人口  |
| 町丁 | 世帯数  | 男    | 女    | 計    |
| ---- | ------- | ----- | ----- | ----- |
| 旭町 | 182世帯 | 173人 | 207人 | 380人 |

### 世帯数と人口の変遷
国勢調査による世帯数と人口の推移。
| 1995年（平成07年） | 221世帯 |  |  | 531人 |  |  |
| 2000年（平成12年） | 203世帯 |  |  | 449人 |  |  |
| 2005年（平成17年） | 212世帯 |  |  | 489人 |  |  |
| 2010年（平成22年） | 193世帯 |  |  | 442人 |  |  |
| 2015年（平成27年） | 184世帯 |  |  | 410人 |  |  |
| 2020年（令和02年） | 182世帯 |  |  | 380人 |  |  |

## 小・中学校の学区
市立小・中学校に通う場合、学区は以下の通りとなる。
| 街区 | 小学校               | 中学校               |
| ---- | -------------------- | -------------------- |
| 全域 | 北秋田市立鷹巣小学校 | 北秋田市立鷹巣中学校 |

## 交通

### 鉄道
最寄り駅は松葉町にあるJR東日本奥羽本線・鷹ノ巣駅と隣接する秋田内陸縦貫鉄道秋田内陸線・鷹巣駅である。

### バス
当地域内にバス停はない。
最寄りバス亭は、北秋田市民ふれあいプラザ前（秋北バス・市街地循環バス・リムジンバス）

### 道路
- 都市計画道路
  - 農林高校中岱線（幅員18m）

## 施設
- 鷹巣典礼会館
- 和風旅館 菅原館
- セキ写真スタジオ
- 株式会社 芳賀工務店
- アメダス 鷹巣観測所
- 北秋田地域シルバー人材センター

かつて存在した施設
- 鷹巣気象通報所
- 東北労働金庫 鷹巣支店